# Guertogalwo
Guertogalwo (ou Guertogalwo Zakirou) est une localité du Cameroun située dans l'arrondissement de Dargala, le département du Diamaré et la région de l’Extrême-Nord. Elle fait partie du canton de Dargala.

## Population
En 1975, deux villages proches dans le canton de Dargala portaient le nom de Guertogalwo. L'un comptait 313 habitants, dont 161 Peuls et 152 Toupouri ; l'autre en comptait 87, tous Mousgoum.
Lors du recensement de 2005, on a dénombré 191 personnes à Guertogalwo Zakirou.